# Luc Merenda
Luc Merenda (Nogent-le-Roi, 3 settembre 1943) è un attore francese.
Particolarmente attivo negli anni settanta, ha lavorato per diversi anni nel cinema italiano, recitando in numerosi film poliziotteschi di quel periodo.

## Biografia
Luc nasce a Nogent-le-Roi, piccola cittadina nel dipartimento dell'Eure-et-Loir.
Di origini italiane da parte del nonno paterno, trascorre l'infanzia ad Agadir in Marocco, per motivi di lavoro dei genitori. Dopo tredici anni, torna a Parigi, frequentando la scuola superiore e appassionandosi a paracadutismo, motociclismo e sport da combattimento, in particolare savate, divenendo un esperto della disciplina. A 24 anni, Merenda si sposta a New York per un master alla Columbia University.
Trovato un lavoro come cameriere, viene persuaso da una modella a intraprendere l'attività di fotomodello. Dopo aver inviato delle foto a un'agenzia di fotomodelli, ottiene un contratto per fare da testimonial a vari prodotti americani. La sua notorietà da fotomodello arriva anche nella natìa Francia, quindi decide, nel 1970, di tornare in patria.
Nel 1971, durante una vacanza a Roma, Merenda si presenta a provini cinematografici e viene scelto per interpretare il ruolo dell'eroe al servizio della legge e inflessibile con la criminalità. Da quel momento intraprende una prolifica carriera nel genere poliziottesco.
Nel 2018 gli è stato consegnato, a Savona, il "premio Quiliano Cinema" quale attore "cult" per intere generazioni; sarà premiato anche nel 2021 e nel 2024. Nel 2019 è stato invitato come ospite al programma Sottovoce, condotto da Gigi Marzullo.

### Carriera

#### L'era del poliziesco

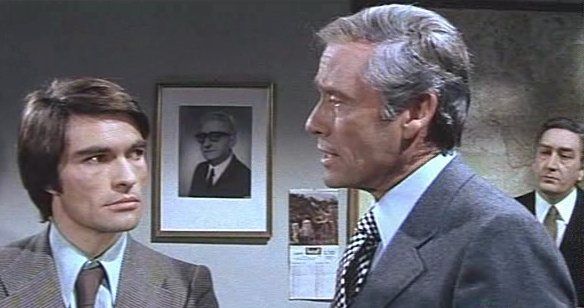
Luc Merenda (sinistra) in La polizia accusa: il Servizio Segreto uccide (1975) di Sergio Martino

Dopo aver girato vari fotoromanzi e film (come La ragazza fuoristrada di Luigi Scattini e I corpi presentano tracce di violenza carnale di Sergio Martino), Merenda si fa notare dal grande pubblico nel 1973, con il film Milano trema: la polizia vuole giustizia, sempre diretto da Martino. Il successo della pellicola lo rende popolare in Italia e, assieme a Maurizio Merli, diventa un'icona del poliziesco anni settanta.
Tra le altre pellicole, La città gioca d'azzardo (1974), La polizia accusa: il Servizio Segreto uccide (1975), uno dei primi film ad affrontare il tema dei servizi deviati (uscì in uno dei periodi più cupi della storia italiana, sconvolto dai cosiddetti anni di piombo e dalla strategia della tensione).
Merenda ricopre anche la parte del corrotto, come nel film Il poliziotto è marcio il quale, mettendo in luce alcuni aspetti negativi delle forze dell'ordine italiane, troverà seri problemi di distribuzione. Segue La banda del trucido (1977), assieme a Tomas Milian, e altre parti in Napoli si ribella (1977), con Enzo Cannavale, Il commissario Verrazzano (1978) e Bersaglio altezza uomo (1979), che conclude la carriera di Merenda nel genere poliziottesco.

#### Altri ruoli cinematografici
Con l'arrivo degli anni ottanta, inizia il tramonto dell'era poliziesca e Merenda si adatta ad altri generi, passando alla commedia con Il ficcanaso (1980) ed Action (1980) e alla sceneggiata con Pover'ammore (1982). Nella seconda parte degli anni ottanta le apparizioni di Merenda si fanno sempre più sporadiche, legate a ruoli secondari in pellicole comiche, come Superfantozzi (1986) e Missione eroica - I pompieri 2 (1987). Viene scritturato nel film storico 'o Re (1989), ambientato nell'Italia postunitaria, in cui interpreta il generale spagnolo José Borjes.
Dopo l'apparizione nella soap opera Edera (1992), Merenda abbandona il mondo dello spettacolo per dedicarsi all'antiquariato. Nel 2007 ritorna in scena per recitare nella parte di un ambasciatore nel film horror Hostel: Part II, accanto a un'altra icona del cinema italiano anni settanta come Edwige Fenech e al regista Ruggero Deodato, contattato da Eli Roth per un cameo. Nel 2022 viene utilizzato come uno dei doppiatori madrelingua della versione italiana del film La signora Harris va a Parigi, doppiando il personaggio di Michel Simon interpretato da Vincent Martin. L'anno successivo torna a recitare in un film nei panni della morte in Il paese del melodramma, un horror con venature surreali ambientato nel mondo della lirica e diretto da Francesco Barilli, con cui aveva già lavorato tanti anni prima in Pensione paura. 
A Bari, nel 2024, al Bif&st 15 è protagonista del documentario Pretendo l'inferno, per la regia di Eugenio Ercolani, su soggetto di Steve Della Casa e dello stesso Merenda. Il 10 marzo 2025, ai Nastri-docu a Roma, riceve il "premio Protagonista dell'anno" per il docu Pretendo l'inferno. Nel 2025 è presente nel docufilm sulla storia della commedia italiana Il bar del cult, diretto da Mirko Zullo.

## Vita privata
Nel 1979 Merenda ha sposato la giornalista Germana Monteverdi da cui divorzierà dieci anni dopo. 
A metà degli anni ottanta si è stabilito a Parigi, dove ha aperto un negozio di mobili d'antiquariato. Nel 2020 è tornato a vivere a Roma, nel quartiere Trastevere.

## Filmografia

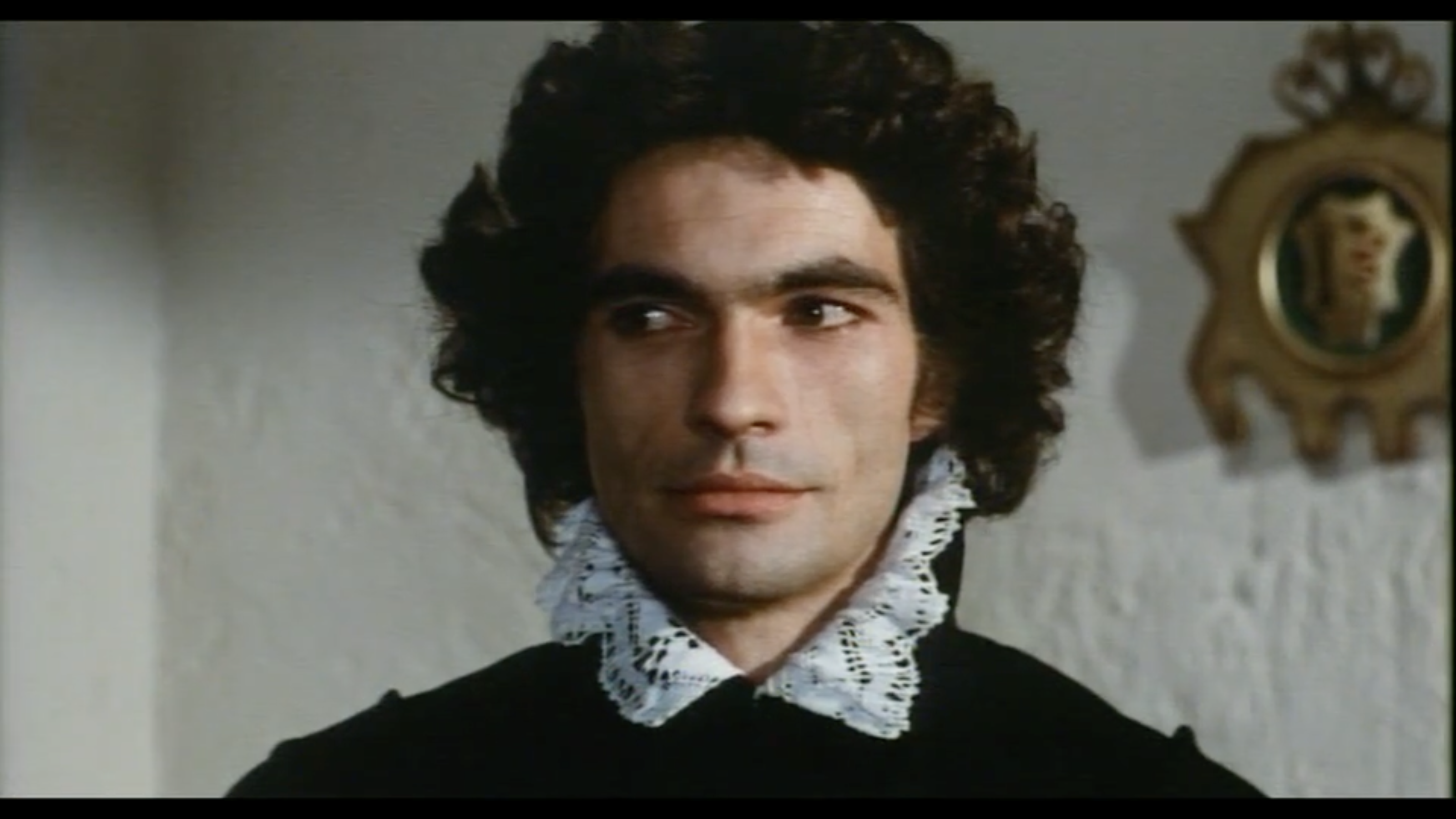
Luc Merenda in Le monache di Sant'Arcangelo (1973) di Domenico Paolella

### Cinema
- Rapporto sulle esperienze sessuali di tre ragazze bene, regia di Walter Hugo Khouri (1970)
- OSS 117 prend des vacances, regia di Pierre Kalfon (1970)
- Inchiesta su un delitto della polizia (Les Assassins de l'ordre), regia di Marcel Carné (1971)
- Le 24 Ore di Le Mans (Le Mans), regia di Lee H. Katzin (1971)
- Sole rosso (Soleil rouge), regia di Terence Young (1971)
- Così sia, regia di Alfio Caltabiano (1972)
- D'amore si muore, regia di Carlo Carunchio (1972)
- Le monache di Sant'Arcangelo, regia di Domenico Paolella (1973)
- I corpi presentano tracce di violenza carnale, regia di Sergio Martino (1973)
- Milano trema: la polizia vuole giustizia, regia di Sergio Martino (1973)
- Oremus, Alleluia e Così Sia, regia di Alfio Caltabiano (1973)
- La ragazza fuoristrada, regia di Luigi Scattini (1973)
- L'uomo senza memoria, regia di Duccio Tessari (1974)
- Il poliziotto è marcio, regia di Fernando Di Leo (1974)
- La polizia accusa: il Servizio Segreto uccide, regia di Sergio Martino (1975)
- La città gioca d'azzardo, regia di Sergio Martino (1975)
- La città sconvolta: caccia spietata ai rapitori, regia di Fernando Di Leo (1975)
- Gli amici di Nick Hezard, regia di Fernando Di Leo (1976)
- Cattivi pensieri, regia di Ugo Tognazzi (1976)
- Il conto è chiuso, regia di Stelvio Massi (1976)
- La banda del trucido, regia di Stelvio Massi (1977)
- Napoli si ribella, regia di Michele Massimo Tarantini (1977)
- Pensione paura, regia di Francesco Barilli (1977)
- Italia: ultimo atto?, regia di Massimo Pirri (1977)
- Il commissario Verrazzano, regia di Franco Prosperi (1978)
- Bersaglio altezza uomo, regia di Guido Zurli (1979)
- Duri a morire, regia di Joe D'Amato (1979)
- Action, regia di Tinto Brass (1980)
- Un amore in prima classe, regia di Salvatore Samperi (1980)
- Il ficcanaso, regia di Bruno Corbucci (1981)
- Miele di donna, regia di Gianfranco Angelucci (1981)
- Teste di quoio, regia di Giorgio Capitani (1981)
- Pover'ammore, regia di Vincenzo Salviani (1982)
- Occhio nero occhio biondo occhio felino..., regia di Emma Muzzi Loffredo (1984)
- Superfantozzi, regia di Neri Parenti (1986)
- Missione eroica - I pompieri 2, regia di Giorgio Capitani (1987)
- 'o Re, regia di Luigi Magni (1989)
- Hostel: Part II, regia di Eli Roth (2007)
- Il paese del melodramma, regia di Francesco Barilli (2023)
- Pretendo l'inferno-Portrait d'un acteur, regia di Eugenio Ercolani – documentario (2024)
- Il bar del cult, regia di Mirko Zullo – docufilm (2025)

### Televisione
- Patto con la morte, regia di Gian Pietro Calasso – miniserie TV (1982)
- Freddo da morire, regia di Mario Caiano – film TV (1982)
- Disparitions, regia di Claude Barrois – miniserie TV (1984)
- Châteauvallon, regia di Paul Planchon – miniserie TV (1985)
- Avventura nel grande nord, regia di Ágúst Guðmundsson – miniserie TV (1988)
- Tinikling ou 'La madonne et le dragon', regia di Samuel Fuller – film TV (1990)
- Edera, regia di Fabrizio Costa – telenovela (1992)

### Doppiaggio
- Vincent Martin in La signora Harris va a Parigi

## Doppiatori italiani
- Michele Gammino in Milano trema - La polizia vuole giustizia, La città gioca d'azzardo, Il conto è chiuso, La banda del trucido, Napoli si ribella, Il commissario Verrazzano, O re
- Sergio Graziani in Così sia, Il poliziotto è marcio, La città sconvolta: caccia spietata ai rapitori, Le monache di Sant'Arcangelo
- Pino Colizzi in I corpi presentano tracce di violenza carnale, Duri a morire, La polizia accusa: il Servizio Segreto uccide
- Gino La Monica in L'uomo senza memoria, Superfantozzi
- Pino Locchi in Oremus, Alleluja e così sia
- Giulio Bosetti in La ragazza fuoristrada
- Giuseppe Rinaldi in Gli amici di Nick Hezard
- Daniele Tedeschi in Cattivi pensieri
- Michele Kalamera in Pensione paura
- Rino Bolognesi in Bersaglio altezza uomo
- Jacques Sernas in Action
- Emilio Cappuccio in Il ficcanaso
- Massimo Corvo in Edera